# محمد مندور
محمد مندور (۱۹۰۷–۱۹۶۵) منتقد ادبی مصری بود. نقد او متمرکز بر تعامل اجتماعی بود. مندور آثارِ ژرژ دوهامل، آلفرد دو موست، فلوبر و دیگران را از فرانسوی به عربی ترجمه کرد.